# Krościenko Wyżne

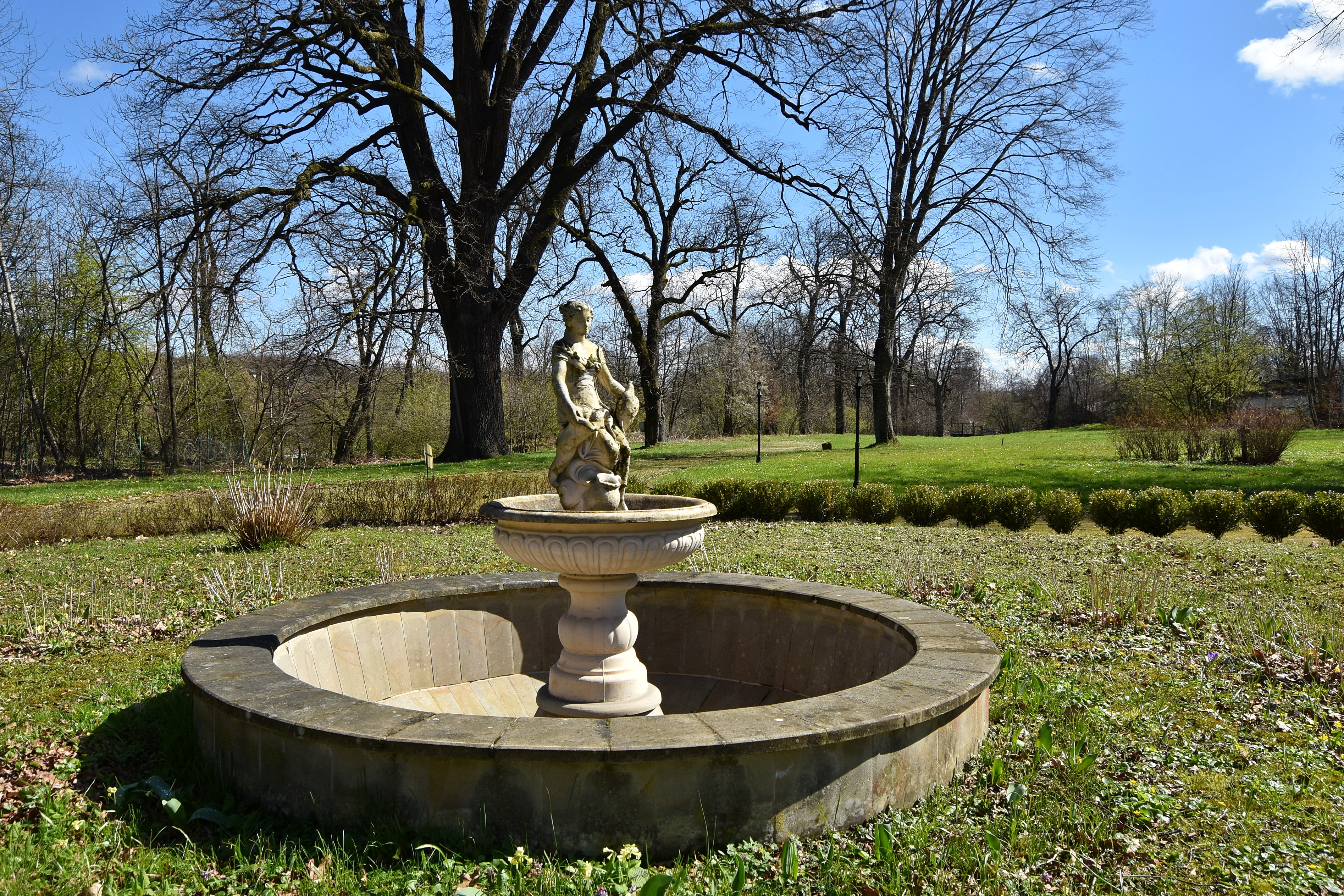
Park dworski

Krościenko Wyżne – wieś w Polsce, położona w województwie podkarpackim, w powiecie krośnieńskim, w gminie Krościenko Wyżne, w dolinie Wisłoka. Siedziba gminy Krościenko Wyżne. We wsi znajduje się Góra Marynkowska zwana Patrią, na której palono wici, gdy Polska była w niebezpieczeństwie.

## Integralne części wsi
| SIMC    | Nazwa             | Rodzaj     |
| ------- | ----------------- | ---------- |
| 0355097 | Browar            | część wsi  |
| 0355105 | Folwark           | część wsi  |
| 0355111 | Góra              | część wsi  |
| 0988945 | Łążek             | przysiółek |
| 0355170 | Pustyny           | przysiółek |
| 0355128 | Sołtysowo         | część wsi  |
| 0355134 | Strona Południowa | część wsi  |
| 0355140 | Strona Północna   | część wsi  |
| 0355157 | Wójtostwo         | część wsi  |
| 0355163 | Zagórze Pierwsze  | część wsi  |

## Historia
Krościenko Wyżne zostało lokowane na prawie magdeburskim około 1350 roku, przez króla Polski Kazimierza Wielkiego i zasiedlone przez kilku osadników niemieckich (zob. Głuchoniemcy), którzy założyli tu parafię pod wezwaniem św. Marcina. W 1377 r. istniał w Krościenku już kościół i parafia. Biskup przemyski Eryk z Winsen Mora tworząc w roku 1386 kapitułę katedralną w Przemyślu, powołał do niej również plebana Jakuba z Crosken (Krościenko).
Była to wieś królewska. Krościenko wymienione jest w dokumentach biskupich z 1383 r. W 1603 r. został poświęcony drewniany kościół, który został zbudowany w II połowie XIV w. (około 1350).
Wieś królewska położona na przełomie XVI i XVII wieku w ziemi sanockiej województwa ruskiego, w drugiej połowie XVII wieku należała do starostwa sanockiego.
W czerwcu 1624 r. Tatarzy zniszczyli Krościenko i wtedy zaginęło też wiele dokumentów.
Do 1911 roku nad brzegiem Wisłoka istniał drewniany, średniowieczny kościółek, który, niestety, po wybudowaniu nowego został rozebrany. Obecny, neogotycki kościół został konsekrowany przez bpa. przemyskiego św. Józefa Sebastiana Pelczara w 1912 roku. Polichromię kościoła zaprojektował i wykonał w 1936 (przed wyjazdem do Ameryki) Jan Henryk Rosen. Witraże zaprojektował Stefan Witold Matejko.
Właścicielami dóbr w Krościenku były znane rody Bobolów (np. od 7.02.1613 do 1635 r. Jan Bobola, syn Jana i Katarzyny – cześnik sandomierski) i Mniszchów, a potem Jakub Bobola (zm. w 1636 r.).
Dzierżawili ją – jako wieś królewską – od 1765 r. – Jabłonowscy. Po pierwszym rozbiorze Polski, w 1772 r., Krościenko Wyżne włączono w granice Austrii. Od 1 maja 1789 r., po sprzedaży Krościenka przez zaborczy rząd Austriaków, miejscowość przeszła na własność księżnej Katarzyny Ossolińskiej z (zm. 1796), żony Rocha Michała Jabłonowskiego (zm. 1780) – kasztelana wiślickiego, a potem jego syna Józefa Jabłonowskiego.
Dwór był miejscem uczty weselnej Aleksandra Fredry z Zofią Skarbkową – córką Józefa Jabłonowskiego - urządzone staraniem  siostry komediopisarza, a ówczesnej pani tutejszych posiadłości, Cecylii Jabłonowskiej z Fredrów.
We dworze u Leona Jabłonowskiego, syna Józefa, przebywali: Wincenty Pol, Seweryn Goszczyński, Ludwik Jabłonowski – syn Józefa Jabłonowskiego, pamiętnikarz, poeta, powstaniec i siostra żony Aleksandra Fredry, Cecylia Jabłonowska – zwana matką tutejszego ludu, (zmarła we Lwowie, ale prochy jej przewieziono do Krościenka i pochowano w krypcie pod starym kościołem).
Władali miejscowością też Skrzyńscy, gdy właścicielka Emilia Jabłonowska (córka Leona Jabłonowskiego) wyszła za mąż za szambelana austriackiego – Franciszka Ksawerego Skrzyńskiego z Koszowy, a po nich Orpiszewscy.
Podczas rzezi galicyjskiej w 1846 r. chłopi, namówieni przez zaborców, napadli i splądrowali dwór powstańca Mikołaja Nowosielskiego.
We dworze wraz z rodziną  mieszkał w młodości  Maciej Stęczyński, znany później rysownik, litograf i podróżnik.
Dopiero po odzyskaniu przez Polskę niepodległości wieś weszła w skład województwa lwowskiego oraz powiatu krośnieńskiego.
W czasie II wojny światowej mieścił się tu Inspektorat AK OP-15. Na Cmentarzu w Krośnie w kwaterze wojennej jest kilka grobów dowódców oddziałów AK poległych pod koniec wojny w Krościenku Wyżnym.
Po zakończeniu II wojny światowej Krościenko należało do województwa rzeszowskiego, powiatu krośnieńskiego, gminy Korczyna. W latach 1954–1972 wieś należała i była siedzibą władz gromady Krościenko Wyżne, od 1973 r. gminy Korczyna. W 1994 (30 grudnia) nastąpił podział gminy Korczyna, w wyniku czego powstała nowa gmina z siedzibą w Krościenku Wyżnym skupiająca dwie miejscowości: Krościenko Wyżne i Pustyny.
Od 1975 r. do województwa krośnieńskiego.
Z parafii Krościenko Wyżne w roku 1985 wydzielono nową parafię – Iskrzynię, a w 1998 – Pustyny.

## Zabytki i obiekty turystyczne
- Kościół neogotycki wybudowany w l. 1908-14 według projektu architekta Teodora Talowskiego, z polichromią z 1936 Jana Henryka Rosena i witrażami Stefana Matejki z wyposażeniem wykonanym w części przez A. Lenika w 1914 r.
- Ruiny dworu z 1651 r. wraz z zabudową gospodarczą, parkiem ze stawami oraz  kilkoma dębami rosnącymi ok. 300-400 lat.
- Dąb Aleksander
- Pomnik obchodów grunwaldzkich w 1910 r.
- Wzniesienie zw.  Marynkowską Górą (330 m), na  której kopiec zw. Patrią, gdzie według podania palono ogniska, mające zwoływać ludzi do obrony przed najeźdźcą.

## Związani z Krościenkiem Wyżnym
- Aleksander Fredro – komediopisarz
- Ludwik Jabłonowski (1810 -1887) – pamiętnikarz, poeta i powstaniec listopadowy i Wiosny Ludów.
- Michał Józefczyk – proboszcz Parafii Matki Bożej Nieustającej Pomocy w Tarnobrzegu – Serbinowie, społecznik, inicjator budowy wielu kościołów
- Jan Szelc – poeta, nauczyciel
- Gerard Szmyd – duchowny katolicki, prezes lwowskiego oddziału Związku Harcerstwa Polskiego, obrońca Lwowa z 1918 r. przed Ukraińcami, w latach 1930–1938 proboszcz parafii św. Marii Magdaleny we Lwowie